# Bezugsperson
Eine Bezugsperson ist die Person, zu der ein anderer Mensch eine besondere persönliche Beziehung hat. Vertrauen, Identifikation, Liebe und Zuwendung prägen eine solche Beziehung. Auch Körperkontakt, wie z. B. Streicheln oder Kuscheln, kann dazu gehören: Gerade für Babys, Kinder, Jugendliche, Kranke und Schutzbedürftige, aber auch für hilflose, sowie notleidende Menschen ist eine Bezugsperson, die sich ihnen vertrauensvoll zuwendet, äußerst wichtig.
Für ein Kind ist nach der Geburt die Mutter erste Bezugsperson. Ihre Bedeutung nimmt – je nach Gesellschaft und Kultur mit unterschiedlicher Geschwindigkeit – im Laufe der Jahre ab. Die Eltern sind in den meisten Gesellschaften und in den meisten Situationen die primären Bezugspersonen des Kindes (s. a. Bindungstheorie und Eltern-Kind-Beziehung), wobei diese Rolle aber auch Verwandten und anderen Menschen zukommen kann. Zu weiteren Bezugspersonen zählen häufig Großeltern, Betreuungspersonen in Kindertagesstätten und Lehrer.
Babys und Kinder brauchen für ihre körperliche, geistige und seelische Entwicklung viel kontinuierlichen Kontakt. Insbesondere Frühgeborene, kranke und behinderte Kinder benötigen vor allem Körperkontakt. Zu wenig individuelle Zuwendung – wie oft in Krankenhäusern, auf Säuglingsstationen und in Kinderheimen – kann zur anaklitischen Depression (Deprivation, Deprivationsschäden) führen, welche in psychischen Hospitalismus übergehen kann.
Auch alte und kranke Menschen benötigen eine Person, die sich ihnen liebevoll zuwendet und eine vertrauensvolle Atmosphäre gegenseitigen Verstehens schafft. Dagegen kann es durch Vernachlässigung in Altenheimen zu psychischem Hospitalismus kommen.
In der stationären Psychiatrie wird manchmal eine Pflegeperson, die sich um einen Patienten besonders kümmern soll, als Bezugsperson bezeichnet.